# Tango (film fra 1933)
 Denne artikel omhandler filmen fra 1933. Opslagsordet har også en anden betydning, se Tango.
Tango er en dansk film fra 1933, instrueret af George Schnéevoigt og skrevet af Fleming Lynge og Svend Rindom.

## Medvirkende
- Else Skouboe
- Valdemar Møller
- Elith Pio
- Ebbe Rode
- Aase Ziegler
- Martin Hansen
- Betty Söderberg
- Pouel Kern